# Wissenschaftsjahr 1521
Liste der Wissenschaftsjahre

◄◄ | ◄ | 1517 | 1518 | 1519 | 1520 | Wissenschaftsjahr 1521 | 1522 | 1523 | 1524 | 1525 | ► | ►►

Weitere Ereignisse
Dieser Artikel behandelt das Wissenschaftsjahr 1521.

## Ereignisse

### Naturwissenschaften

#### Astronomie
- Januar: Der italienische Entdeckungsreisende und Schriftsteller Antonio Pigafetta, der an der Weltumseglung von Ferdinand Magellan teilnimmt, kann die Magellanschen Wolken beobachten. Dies geht aus seinem um 1525 erschienenen viel gelesenen Reisebericht über die erste Weltumsegelung hervor.[1]

#### Geowissenschaften

##### Geographie / Entdeckungen
- Francisco de Gordillo erkundet die Atlantikküste bis nach South Carolina.[2]
- Der portugiesische Seefahrer Ferdinand Magellan setzt 1521 seine am 10. August 1519 begonnene erste historisch belegte Weltumsegelung fort:
  - Die Ende des Vorjahres nach der Durchfahrt durch die Allerheiligenstraße begonnene Überquerung des Pazifiks durch die Expedition unter Ferdinand Magellan dauert drei Monate und 20 Tage, während derer bis auf zwei winzige, unbewohnte Inseln kein Land zu sehen ist. Ein Großteil der Mannschaft erkrankt an Skorbut.
  - 24. Januar: Magellan erreicht auf seiner Weltumrundung eine Insel, die er San Pablo tauft. Wahrscheinlich ist sie mit der Insel Puka-Puka in Polynesien identisch.
  - 6. März: Die Expedition von Ferdinand Magellan erreicht die Marianen. Als die Flotte vor einer der Inseln, wahrscheinlich Guam ankert, versuchen die Einheimischen, eines der Beiboote zu entern.
  - Nachdem sie die dringend benötigten Vorräte aufgenommen hat, segelt die Flotte weiter und erreicht am 16. März die Philippinen und landet auf der Insel Homonhon.
  - 7. April: Ferdinand Magellan erreicht Cebu, wo es ihm gelingt, den dortigen Fürsten und viele seiner Untertanen zum Christentum zu bekehren. Häuptling Lapu-Lapu auf der Nachbarinsel Mactan lehnt jedoch eine spanische Oberherrschaft und Missionierung ab. Daraufhin versucht Magellan, Lapu-Lapu und sein Dorf militärisch zu unterwerfen.

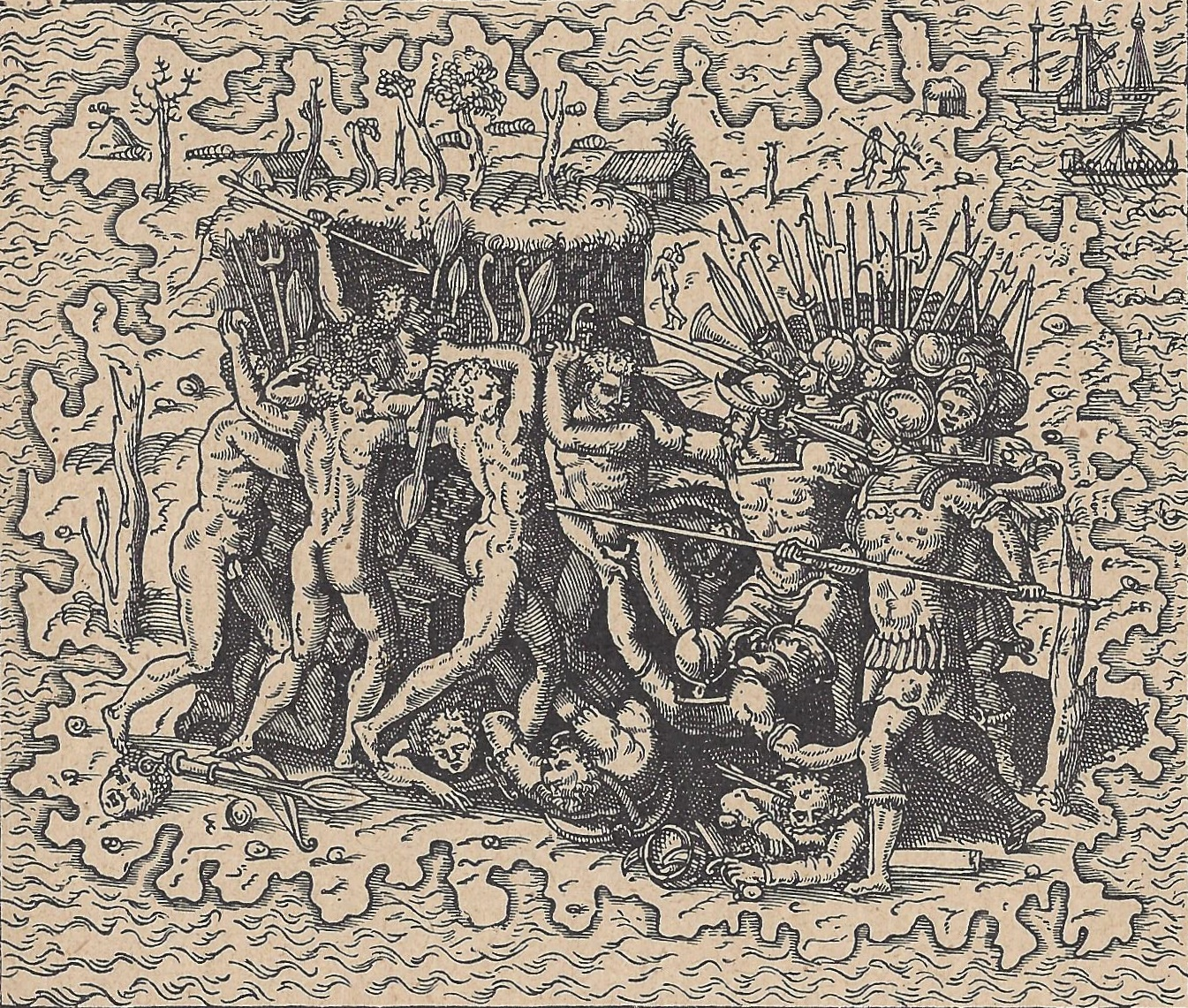
Magellans Tod. Holzschnitt, 16. Jahrhundert

  - Magellans Tod. Holzschnitt, 16. Jahrhundert27. April: Bei dem Versuch, die Einwohner der Insel Mactan gewaltsam zum Christentum zu bekehren, kommt es zu einem Gefecht mit Häuptling Lapu-Lapu, bei dem mehrere Spanier getötet werden. Unter den Toten befindet sich auch Admiral Ferdinand Magellan.
  - 1. Mai: Der malaiische Sklave und Übersetzer Enrique Melaka entkommt bei einem Bankett auf Cebu, bei dem 35 spanische Teilnehmer ermordet werden. Die Übrigen können knapp entkommen, doch sind sie nun so wenige, dass sie die Concepción versenken und die Überlebenden auf die Trinidad und Victoria verteilen. Der Steuermann João Lopes Carvalho wird zum neuen Generalkapitän gewählt. Mit den beiden verbliebenen Schiffen segeln die Überlebenden weiter nach Borneo, wo sie 35 Tage in Brunei verbringen. Nach einer überhasteten Flucht wird João Lopes Carvalho als Generalkapitän ab- und an seiner Stelle Gómez de Espinosa eingesetzt. Zum Kapitän der Victoria wird der frühere Meister der Concepción, Juan Sebastián Elcano, gewählt.
  - 6. November: Die Expedition erreicht die Molukkeninsel Tidore, wo sie Gewürze aufnehmen kann. Die dortigen Einwohner kennen Europäer, weil die Portugiesen bereits über Afrika und Indien dorthin gelangt sind.
  - 21. Dezember: Das Hauptschiff Victoria macht sich auf den Heimweg, während die Trinidad noch Reparaturarbeiten unterliegt.

### Biowissenschaften

#### Medizin
- Jacopo Berengario da Carpi veröffentlicht in Bologna sein Anatomiebuch Commentaria cum amplissimus additionibus super anatomiam Mundini, das die ersten gedruckten anatomischen Abbildungen enthält. Wie aus dem Titel hervorgeht begreift Berengario da Carpi sein Werk als Kommentar und umfangreiche Ergänzung zum Werk von Mondino de Luzzi. Das Buch enthält auch die erste Beschreibung des Wurmfortsatzes des Blinddarms.

Titelseite und Abbildungen aus Commentaria cum amplissimus additionibus super anatomiam Mundini
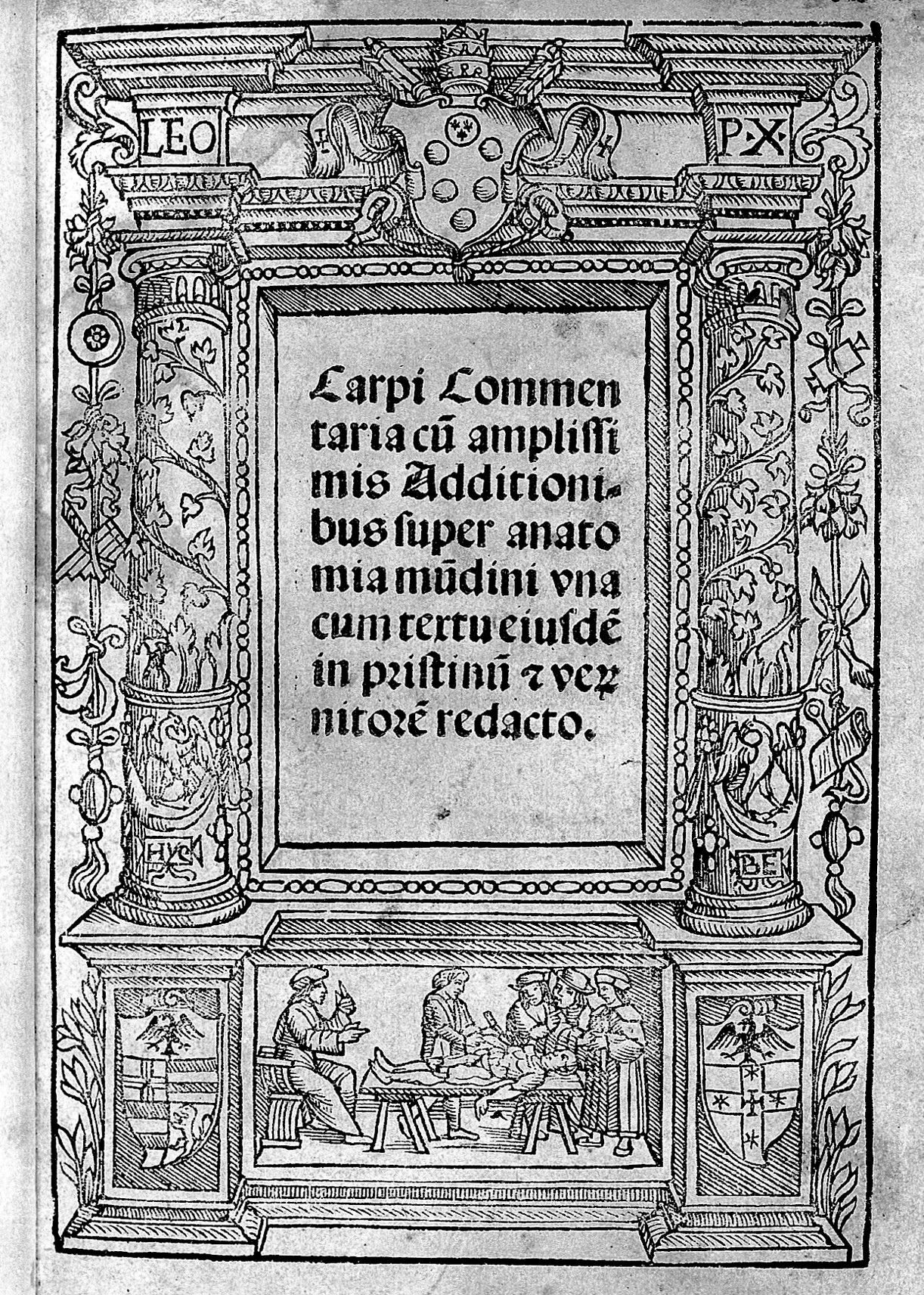
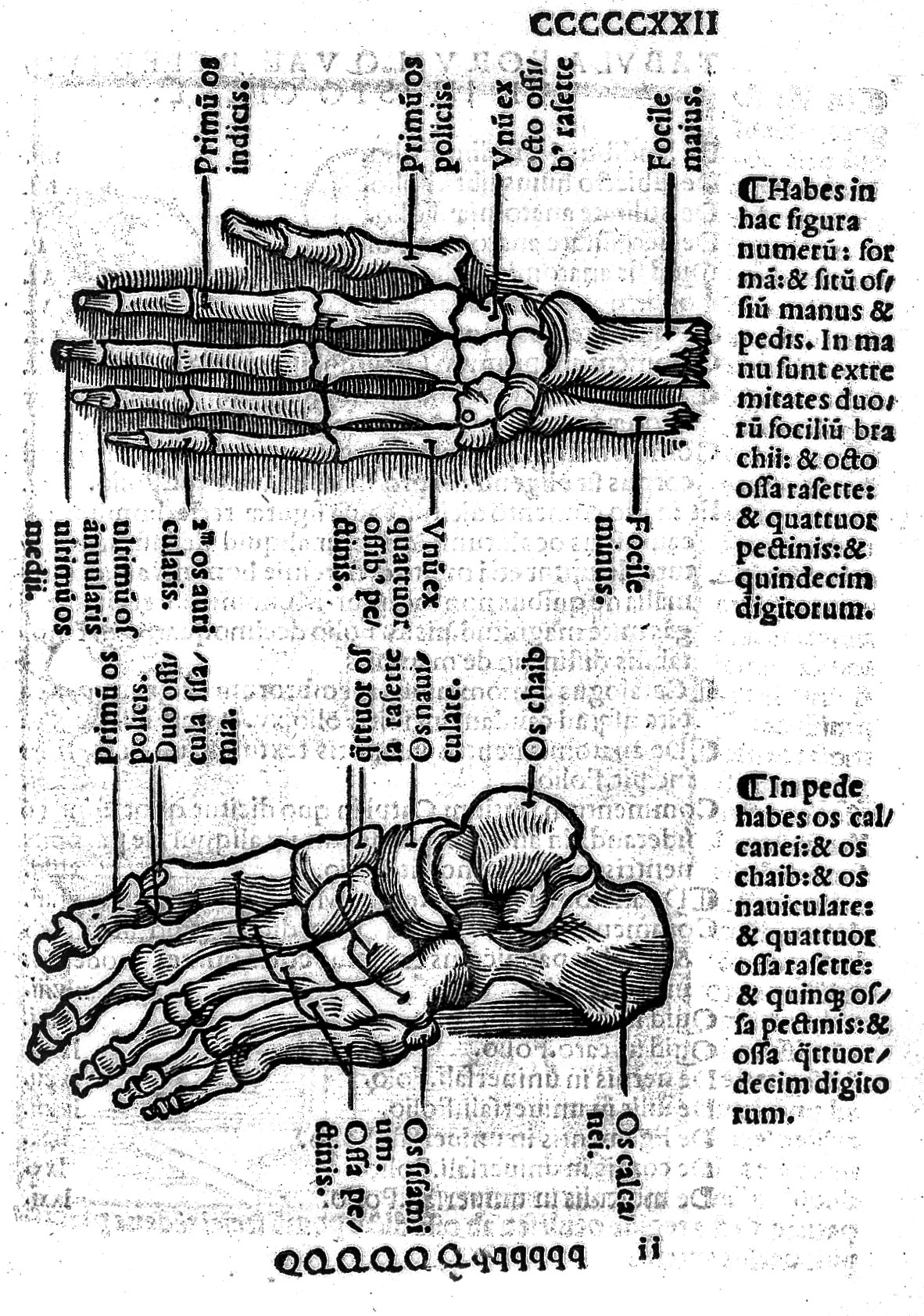
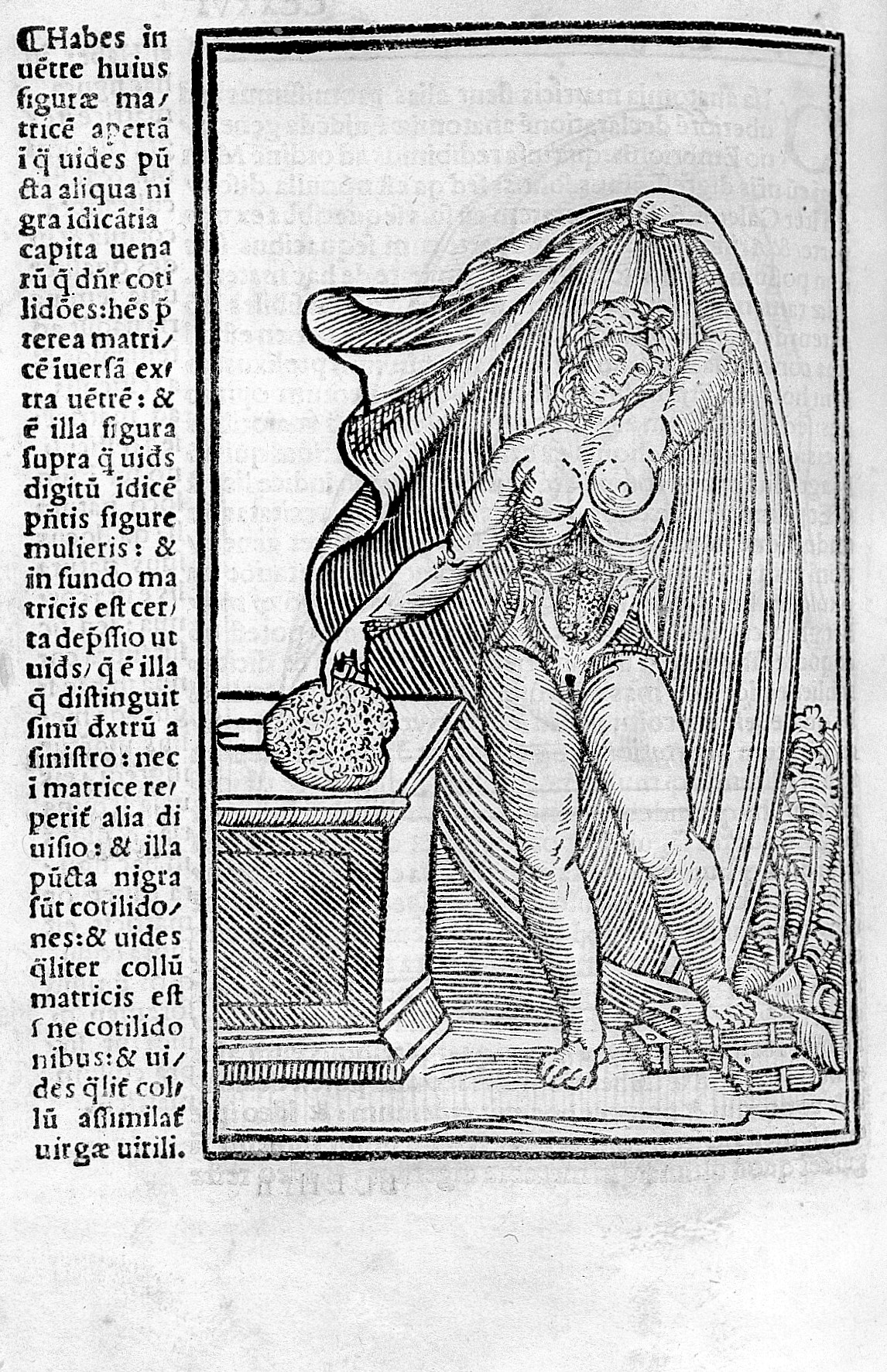
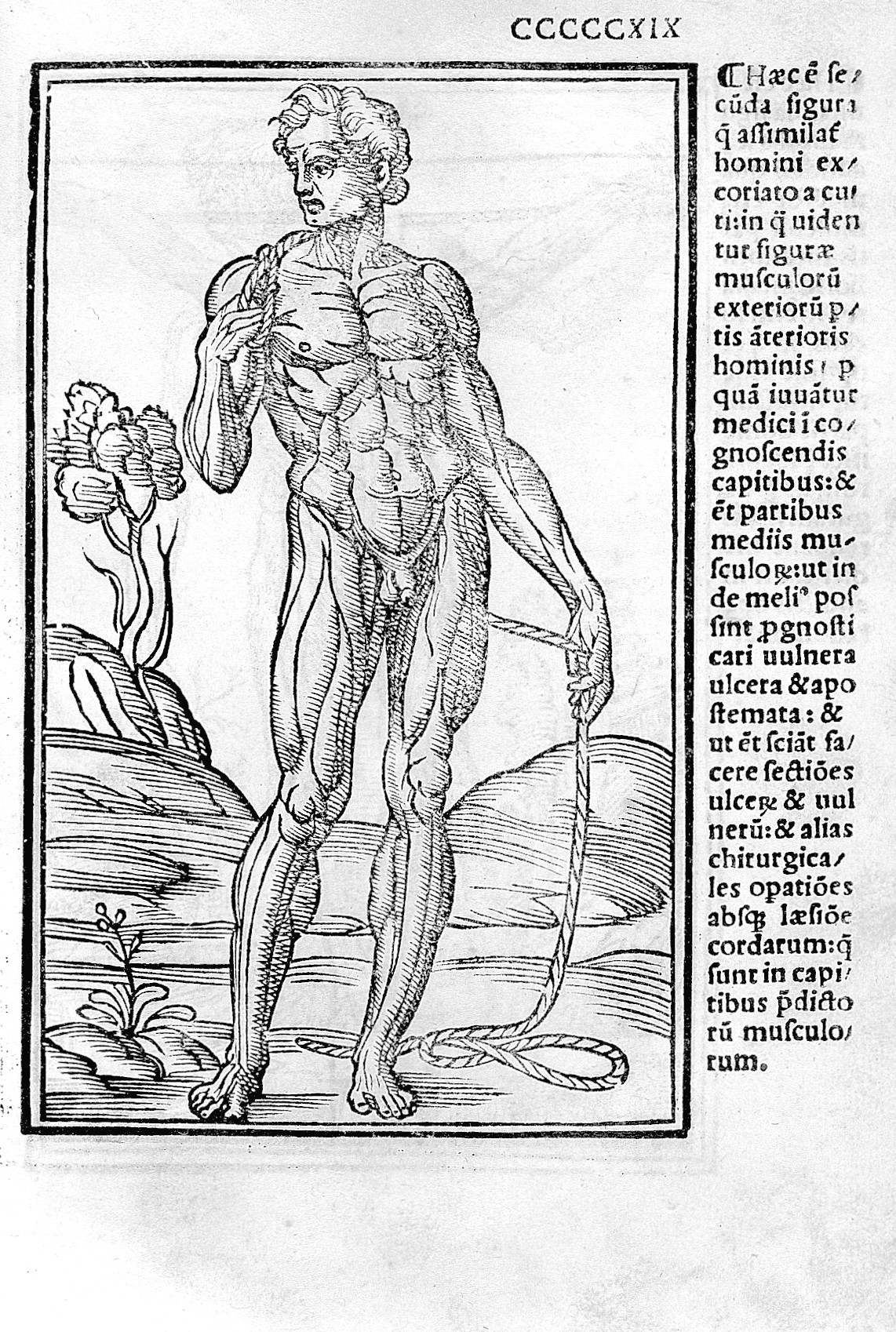
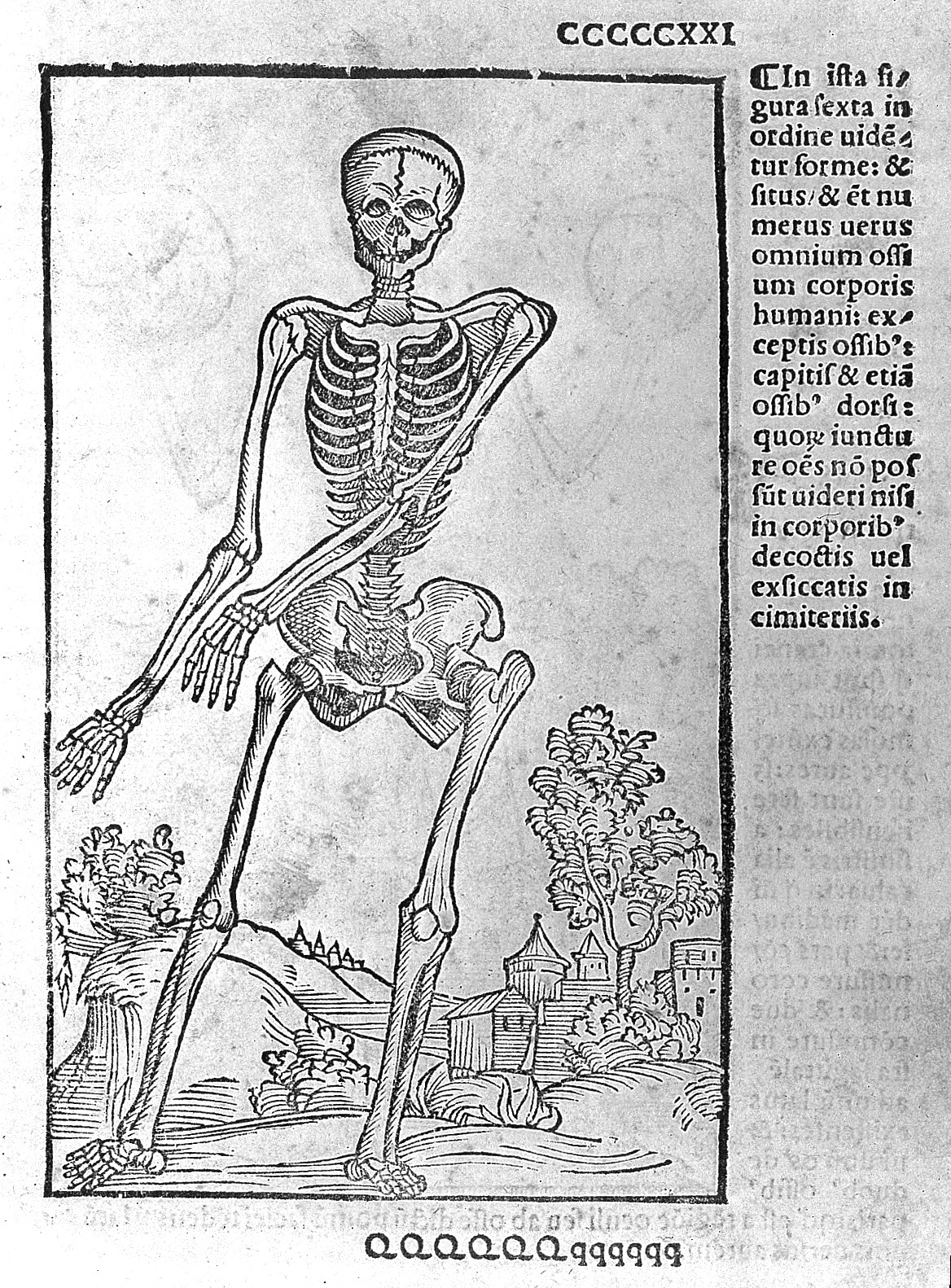
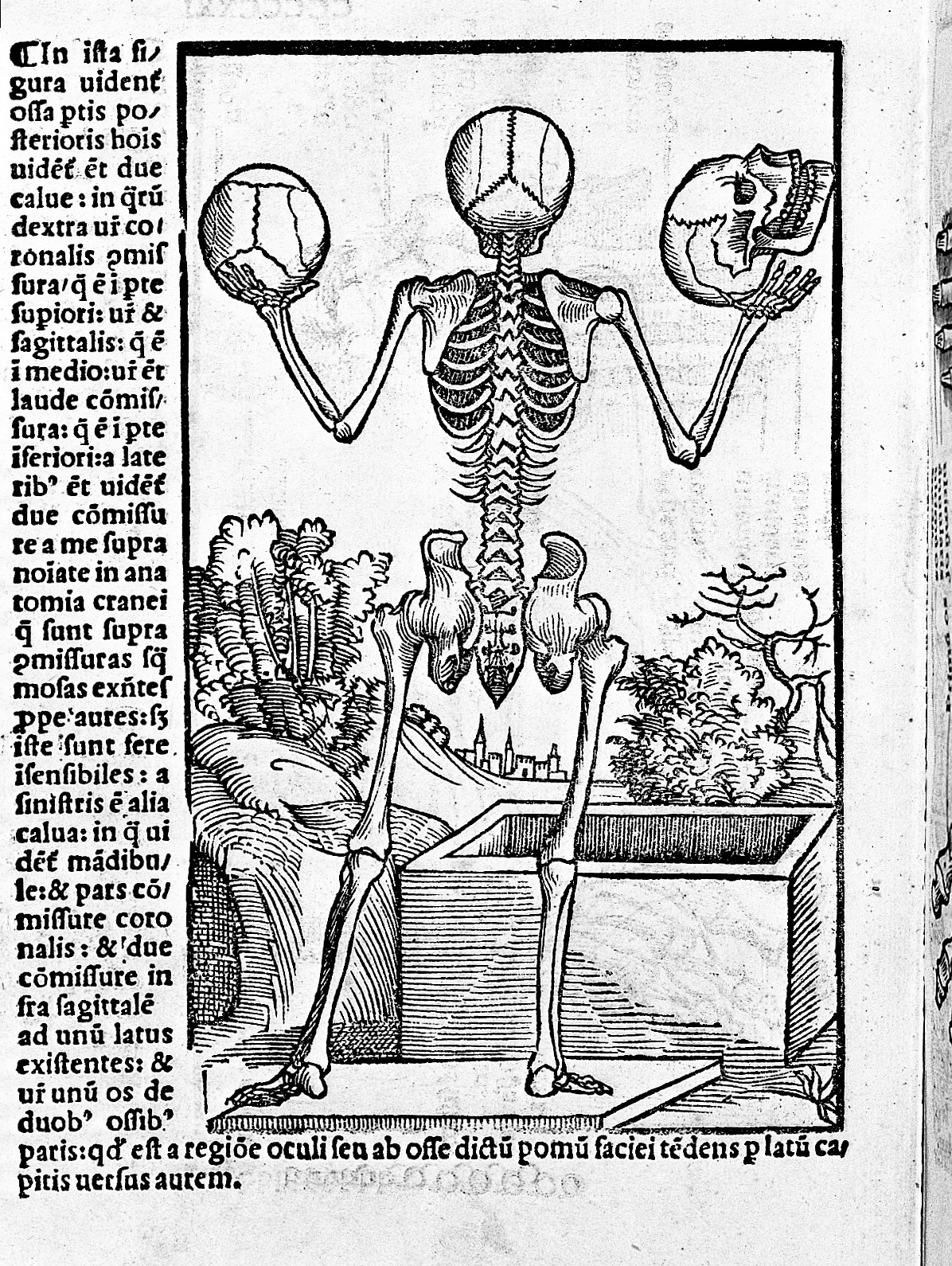
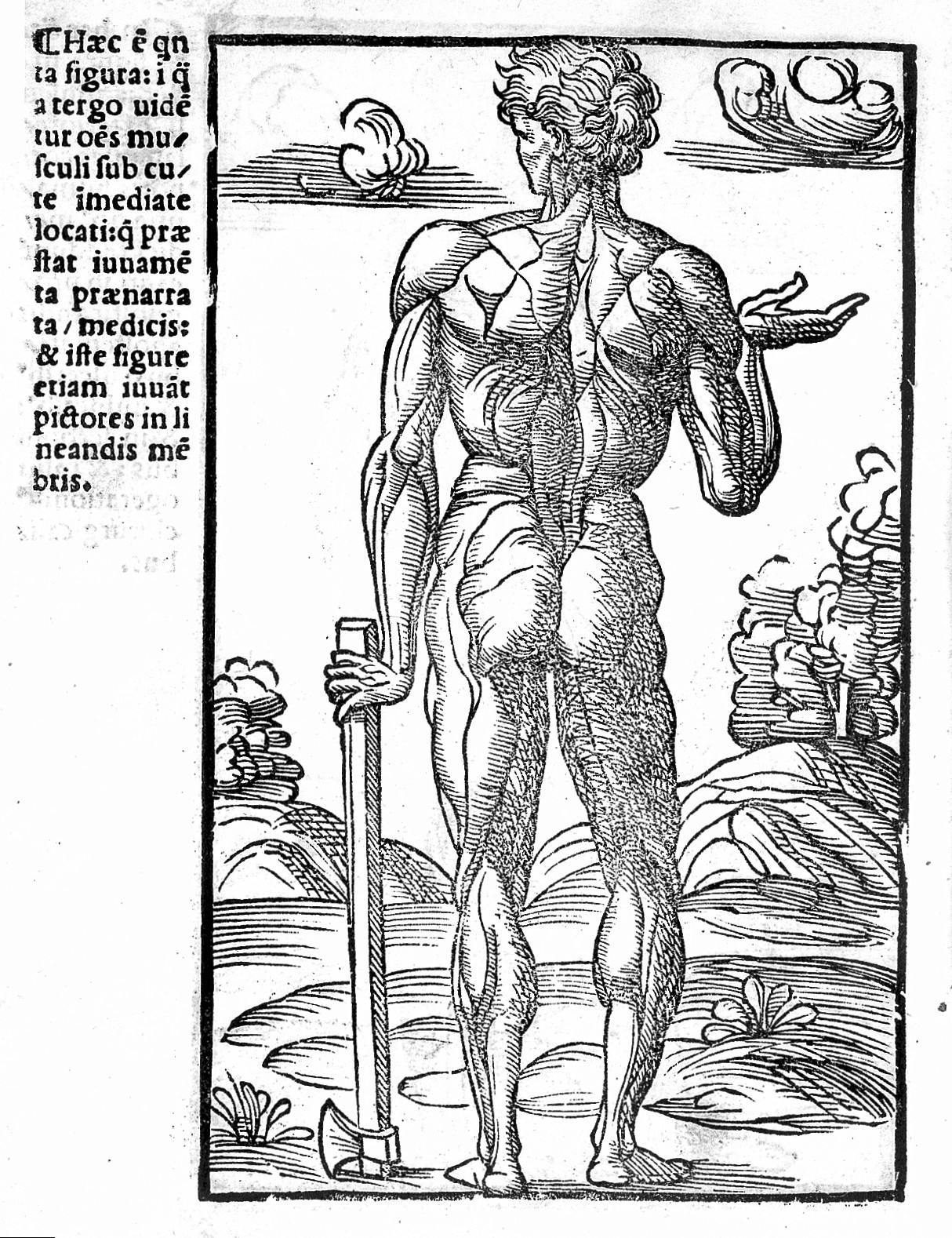
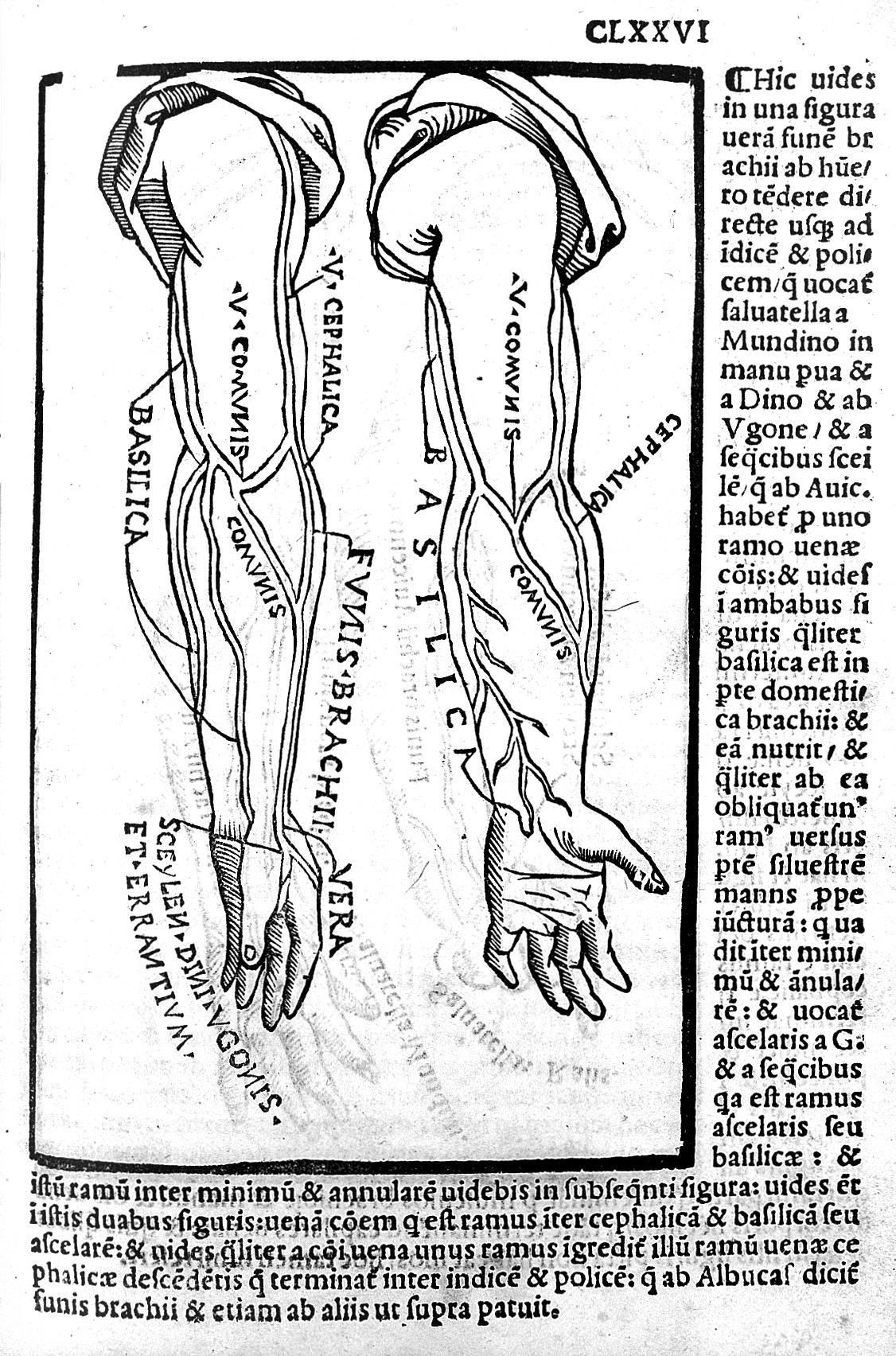

## Geboren

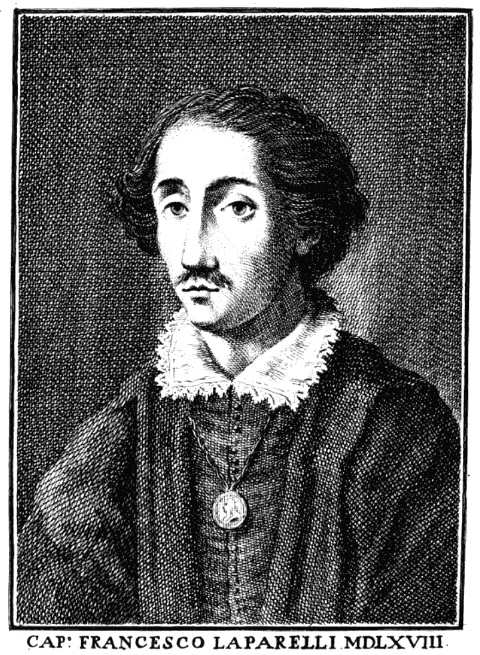
Francesco Laparelli; * 5. April

### Geburtsdatum gesichert
- 25. Januar: Paul von Eitzen, deutscher Theologe und Reformator († 1598)
- 25. März: Simon Musaeus, evangelischer Theologe und Reformator († 1576)
- 25. März: Johann Trauterbuhl, deutscher Rechtswissenschaftler und Politiker († 1585)
- 05. April: Francesco Laparelli, italienischer Ingenieur und Baumeister († 1570)
- 08. Mai: Petrus Canisius, deutscher Theologe, Kirchenlehrer und Gegenreformator († 1597)

- 12. August: Jacob Heerbrand, deutscher lutherischer Theologe, Reformator und Kanzler der Eberhard Karls Universität Tübingen († 1600)
- 19. August: Lodovico Guicciardini, italienischer Kaufmann, Kartograph, Humanist, Geograph, Politiker, Chronist und Schriftsteller († 1589)

### Genaues Geburtsdatum unbekannt
- Francesco Ciceri, italienischer Humanist und Hochschullehrer († 1596)
- Johannes Criginger, deutscher lutherischer Theologe, Kartograph und Schriftsteller († 1571)
- Valentin Erythräus, deutscher Pädagoge († 1576)

### Geboren um 1521
- Richard Chancellor, britischer Seefahrer und Entdecker († 1556)
- Valentin Mennher, deutscher Mathematiker († 1570)

## Gestorben

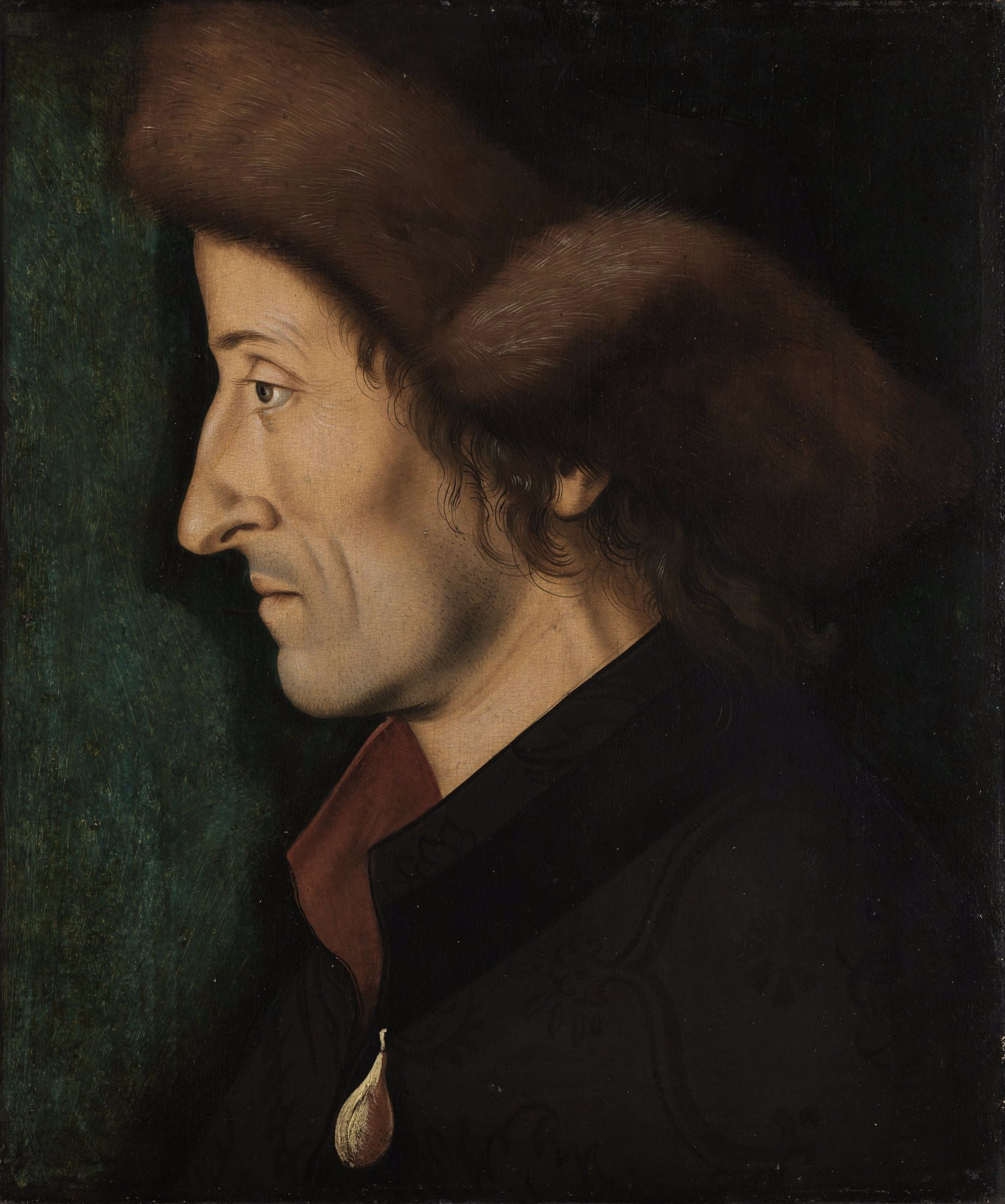
Sebastian Brant; † 10. Mai

### Todesdatum gesichert
- 21. Januar: Henning Göde, deutscher Jurist, Geistlicher und kurfürstlich-sächsischer Rat (* um 1450)
- 02. April: Erasmus Stella, deutscher Arzt, Historiker und Bürgermeister von Zwickau (* 1460)
- 27. April: Ferdinand Magellan, portugiesischer Seefahrer im Dienste der spanischen Krone (* 1480)
- 10. Mai: Sebastian Brant, deutscher Humanist und Autor, Verfasser des Narrenschiffs (* 1457)
- 08. Juli: Jorge Álvares, portugiesischer Forschungsreisender (* unbekannt)
- 18. August: Heinrich Mulert, Rechtsgelehrter und Hochschullehrer an der Universität Greifswald (* im 15. Jahrhundert)
- 07. Oktober: Ulrich Pesnitzer, deutscher Architekt, Zeugmeister und Festungsbaumeister (* um 1450)

### Genaues Todesdatum unbekannt
- Francisco Serrão, portugiesischer Kapitän, Entdecker (* unbekannt)

### Gestorben nach 1521
- Matthäus Adriani, spanischer Orientalist und Sprachforscher (* um 1475)